# Меда (Португалія)
Ме́да (порт. Mêda; МФА: [ˈme.dɐ]) — муніципалітет і місто в Португалії, в окрузі Гуарда. Розташований у північно-східній частині країни, на теренах історичної португальської провінції Бейра. Належить до Ламегуської діоцезії Католицької церкви в Португалії. Права міського самоврядування має з 1519 року. Поділяється на 11 парафій. За адміністративним поділом, чинним до 1976 року, був складовою провінції Верхня Бейра. Площа муніципалітету — 286,05 км², населення муніципалітету — 5202 ос. (2011); густота населення — 18,19 осіб/км²
. Патрон — Святий Бенедикт. Святковий день муніципалітету — 11 листопада. Поштовий індекс — 6430.  Код місцевої адміністративної одиниці — 0909. Складова статистичного регіону Центр.

## Географія
Мантейгаш розташований на північному сході Португалії, на південному заходу округу Гуарда.
Меда межує на півночі з муніципалітетом Віла-Нова-де-Фош-Коа, на сході — з муніципалітетом Піньєл, на півдні — з муніципалітетом Транкозу, на заході — з муніципалітетом Пенедону.

## Історія
1519 року португальський король Мануел I надав Меді форал, яким визнав за поселенням статус містечка та муніципальні самоврядні права.

## Населення
| Кількість мешканців | Кількість мешканців | Кількість мешканців | Кількість мешканців | Кількість мешканців | Кількість мешканців | Кількість мешканців | Кількість мешканців | Кількість мешканців | Кількість мешканців | Кількість мешканців | Кількість мешканців | Кількість мешканців | Кількість мешканців | Кількість мешканців |
| ------------------- | ------------------- | ------------------- | ------------------- | ------------------- | ------------------- | ------------------- | ------------------- | ------------------- | ------------------- | ------------------- | ------------------- | ------------------- | ------------------- | ------------------- |
| 1864                | 1878                | 1890                | 1900                | 1911                | 1920                | 1930                | 1940                | 1950                | 1960                | 1970                | 1981                | 1991                | 2001                | 2011                |
| 9 246               | 10 084              | 10 706              | 12 011              | 11 957              | 11 223              | 11 851              | 14 989              | 13 697              | 12 378              | 9 652               | 8 964               | 7 440               | 6 239               | 5 202               |